# Senza amore (film 1945)
Senza amore (Without Love) è un film del 1945 diretto da Harold S. Bucquet e tratto da una opera teatrale che Katharine Hepburn aveva già interpretato a Broadway.

## Trama
A Washington una giovane vedova, Jamie Rowan, si interessa agli esperimenti scientifici di Pat Jamieson, un inventore di Chicago e per permettergli di eseguirli gli offre ospitalità.
Tutto ciò scandalizza però i benpensanti e al fine di farli tacere i due decidono di sposarsi "senza amore" ma l'amore era invece già in agguato.

## Produzione
Il testo originale del lavoro teatrale di Philip Barry, che la Hepburn aveva già interpretato a Broadway, fu rivisto e corretto da Donald Ogden Stewart a cui era stata affidata la sceneggiatura del film. Nella pièce, i due protagonisti si sposano, ognuno mosso da un differente motivo, ma "senza amore", pur avendo convissuto per diversi mesi. Nella versione cinematografica, viene eliminato qualsiasi accenno a una relazione extraconiugale e i due contraggono un matrimonio che, nelle loro intenzioni, dovrà essere platonico. Si troveranno ad affrontare alcune situazioni piuttosto intime e imbarazzanti, che mettono a dura prova i loro propositi virtuosi.

### Distribuzione
Distribuito dalla Loew's Inc., il film fu presentato in prima a New York il 22 marzo 1945 per poi uscire nelle sale cinematografiche statunitensi nel maggio dello stesso anno. Il 25 giugno, venne distribuito anche nel Regno Unito. Nel 1946, uscì in Svezia (4 gennaio, come Utan kärlek) e in Portogallo (23 aprile, come Sem Amor), mentre il 18 settembre 1947, venne presentato a Madrid e, il 21 aprile 1948, in Francia.